# Ivan Chrz
Ivan Chrz (* 11. října 1944, Praha) je český rozhlasový režisér.
V letech 1966–1972 absolvoval studium sociologie a etnografie na Filosofické fakultě v Praze. Poté studoval režii na Divadelní fakultě Akademie múzických umění. Pracuje jako režisér v Českém rozhlasu.

## Rozhlasové režie (výběr)
- 1991 – Lenka Procházková: Čtyři ženy Alexandra Makedonského, dramaturg: Hynek Pekárek.[1]
- 1992 – Karel Steigerwald: Neapolská choroba, osoby a obsazení: Komoří (Pavel Landovský), Werner (Karel Pospíšil), Knappe (Jiří Ornest), Schlizout (Jan Novotný), Představitel (Jiří Kodet), Zdravý (Rudolf Hrušínský mladší), Zdravá (Zdena Hadrbolcová) a Laura (Zuzana Bydžovská).[2]
- 1994 – Robert Louis Stevenson: Podivný případ Dr. Jekylla a pana Hyda.[3]
- 1995 Gustav Meyrink: Jak dr. Paupersum přinesl své dceři rudé růže (četba na pokračování 1-7), překlad: František Marek, režie: Ivan Chrz.
- 1999 Karel Poláček: U zlatého havrana. Rozhlasová hra, dramatizace Jiří Hubička, režie Ivan Chrz, hráli: Jan Hartl, Stanislav Fišer, Jan Kraus, Jiří Ornest, Václav Knop, Jan Skopeček, Petr Nárožný, Milan Stehlík, Miroslav Donutil, Daniela Sochorová, Petr Mandel, Petr Šplíchal, Vladislav Knapp a Milan Křivohlavý.
- 2000 – Gilbert Keith Chesterton: Anarchista Čtvrtek, zlý sen, účinkují Jiří Ornest, David Novotný, Daniela Kolářová a další. Překlad: Hana Žantovská.[4]
- 2005 – Léon Bloy: Chudá žena, 10 dílná četba, připravil Miroslav Stuchl, překlad Josef Heyduk, účinkuje: Jan Kanyza, režieːIvan Chrz.
- 2007 – Milena Mathausová: O čarodějné Mechtildě, pačesaté Rézi a voňavém puškvorci, účinkují čarodějnice Mechtilda – Blanka Bohdanová, pačesatá Rézi – Lucie Pernetová, žabák Pulda – Barbora Hrzánová, netopýr Vilém – Jiří Lábus a další.[5]
- 2008 – William Makepeace Thackeray: Doktor Birch a jeho mladí přátelé.[6]
- 2012 Joseph Roth: Příběh tisící druhé noci. zpracováno v Českém rozhlasu jako patnáctidílná četba na pokračování. z překladu Miroslava Stuchla v režii Ivana Chrze četl Jiří Ornest.[7]
- 2016 – Herman Melville: První plavba, zpracováno jako desetidílná četba na pokračování. Překlad: Jarmila Rosíková, rozhlasová úprava: Alena Heroutová, režie: Ivan Chrz, účinkuje: Alfred Strejček.[8]